# Bactrocera dubiosa
Bactrocera dubiosa
 es una especie de díptero que Hardy describió por primera vez en 1982. Bactrocera dubiosa pertenece al género Bactrocera de la familia Tephritidae. 